# Хорњи Животице
Хорњи Животице (чеш. Horní Životice) је насељено мјесто са административним статусом сеоске општине (чеш. obec) у округу Брунтал, у Моравско-Шлеском крају, Чешка Република.

## Становништво
Према подацима о броју становника из 2014. године насеље је имало 312 становника.